# Cassandra Cain
Cassandra Cain (ook bekend als Cassandra Wayne) is een personage en imaginaire superheld uit de strips van DC Comics. Ze was de opvolger van Barbara Gordon als Batgirl. Later nam ze andere alter-ego's op, zoals Black Bat en Orphan. Haar debuutoptreden was in Batman  #567 vol. 1, juli 1999. Ze werd bedacht door Kelley Puckett en Damion Scott.

## Biografie

### Introductie
In de verhaallijn Batman: No Man's Land, is Gotham hermetisch afgesloten en een niemandsland verklaard nadat een aardbeving van 7.6 op de schaal van Richter de stad grotendeels verwoest heeft. Om de orde te bewaren zet Oracle Cassandra in als een van haar agenten. Nadat ze haarzelf bewijst door Commissaris Gordons leven te redden, krijgt ze het Batgirl kostuum met goedkeuring van zowel Batman als Oracle.
Ze kan in de verhaallijn niet praten of lezen, en kan alleen communiceren door gebaren en tekeningen. Batman graaft in haar verleden, en ontdekt dat ze was ontvoerd en opgevoed door de huurmoordenaar David Cain, die het doel voor ogen had om van haar het perfecte wapen te maken door haar lichaamstaal te leren. Maar toen de achtjarige Cassandra een zakenman vermoordde, "las" ze zijn gevoelens, en vervuld door spijt vluchtte ze van haar vader.

### Batgirl
In 2000 kreeg Cassandra haar eigen Batgirl stripserie. Hierin leert ze praten nadat een telepaat haar had geholpen. Ze kan nu praten en denken, maar hierdoor is haar vermogen om mensen hun lichaamstaal te lezen en hun bewegingen te voorspellen kwijt. Aangezien ze deze kracht altijd al had gehad en nog nooit had gevochten zonder, ziet ze zichzelf als onbekwaam om misdaad te bevechten.
Ze komt erachter dat een beruchte vechtsporter genaamd Lady Shiva mensen kan lezen zoals zij dat ook kon, en vraagt de vrouw of ze het haar opnieuw wil aanleren. Shiva stemt in, op voorwaarde dat de twee een jaar later een gevecht tot de dood zullen hebben. Cassandra accepteert. In het jaar traint ze obsessief om de moordenares te verslaan. Maar het grote gevecht is van korte duur, als Shiva haar al in enkele minuten verslaat en doodt. Shiva realiseert zich dat Cassandra een doodswens heeft, en herstart het meisje's hart, zodat ze een echt gevecht kunnen hebben. In de opvolgende strijd, verslaat Batgirl Shiva, maar vermoordt haar niet.
Niet veel later ontdekt Cass dat David Cain niet slechts haar adoptievader is, zoals ze altijd had geloofd, maar haar biologische vader. Onthutst door dit nieuws, begint ze zich af te vragen wie haar echte moeder is. Het is onthuld dat dit Lady Shiva is. Hierna nam ze voor een tijdje afstand van haar mantel om de League of Assassins te leiden. Haar serie stopte op dit punt.
In One Year Later, is Cassandra opnieuw Batgirl, en hoort bij Deathstrokes team van duistere Titans, Titans East. In Teen Titans (vol. 3) #43 blijkt dat ze hier niet vrijwillig bij zit, maar gedrogeerd is door de huurmoordenaar. Robin weet haar los te krijgen van de controle van de schurk, en ze verslaat hem. Later gaat ze bij de Outsiders, op Batmans advies.

### Batgirl(2008)
In 2008 schreef Adam Beechen een nieuwe solo-serie met Cassandra in de hoofdrol. Hierin nam ze het onder andere op tegen David Cain en Deathstroke. Aan het eind van de serie wordt ze door Bruce Wayne geadopteerd als zijn dochter.
In de Batgirl serie van 2009 verscheen ze in het begin. Ontgoocheld door de dood van haar adoptievader (in Final Crisis), geeft ze haar mantel over aan haar goede vriendin Stephanie Brown, en verlaat Gotham.

### Black Bat
Onder de naam Black Bat is Cassandra nu een vigilante in Hong Kong. Nadat Batman terug is gekeerd, komt Tim naar haar toe. Hij probeert haar over te halen om terug te komen naar Gotham, maar ze weigert. Uiteindelijk geeft hij haar haar oude kostuum terug, hopend dat ze dan toch tegen misdaad zal vechten terwijl ze het Bat-symbool draagt. Ze volgt zijn advies op, en sluit zich aan bij Batman Incorporated als een agent uit Hong Kong.
In de miniserie Batman: Gates of Gotham, smokkelt een schurk genaamd the Architect bommen vanuit Hong Kong naar Gotham, en vernietigd drie bruggen ermee. Cassandra voelt zich schuldig omdat ze de explosieven niet had kunnen tegenhouden, en keert terug naar Gotham om samen met Red Robin, Dick Grayson (nu Batman) en Damian Wayne (de nieuwste Robin) de Architect te stoppen. Nadat ze hem hebben verslagen, besluit Cass om in Gotham te blijven, in plaats van terug te gaan naar China.

### The New 52
Cassandra Cain verschijnt in The New 52, de grote reboot van het DC universum, voor het eerst in Batgirl: Futures End. Dit speelt zich af in een mogelijke toekomst, vijf jaar van het heden. Cassandra is een lid van Barbara Gordon's League of Batgirls, waarin ze samenwerkt met haar mede-Batgirls Stephanie Brown en Tiffany Fox. 
In de serie Batman and Robin Eternal uit 2015 wordt Cassandra geïntroduceerd in de huidige DC continuïteit. Haar vader, David Cain, is een personage genaamd "Orphan", die Cassandra in het geheim opvoedt en haar ertoe dwingt om niet te spreken, maar te "luisteren" naar lichaamsbewegingen en met dodelijke precisie daarop te reageren. Ze was oorspronkelijk een "cadeau" voor de schurk waar Cain voor werkte, genaamd "Mother", maar Mother wilde haar niet hebben, en verbood Cain om ooit nog iets achter haar rug om te doen. Cassandra vluchtte, en met de hulp van de Robins, Stephanie en de jonge heldin Harper Row, proberen ze Mothers kinderhandelpraktijken te stoppen. Het blijkt dat Cassandra op jonge leeftijd Harpers ouders heeft vermoord. Uiteindelijk vergeeft Harper haar, en Mother wordt verslagen nadat Cain zichzelf opoffert om haar te doden. Cassandra neemt zijn naam op om misdaad te bevechten.

### DC Rebirth
In DC Rebirth is Cassandra lid van Batman en Batwomans team in Detective Comics, samen met Red Robin, Spoiler, en Clayface. Ze is de beste vechter van het team. In Detective Comics #950 wordt Cassandra  geconfronteerd met Lady Shiva en de League of Assassins.

## Krachten en vaardigheden
Cassandra heeft net als de rest van de Bat-familie geen superkrachten, maar ze heeft al vanaf haar geboorte zeer intensieve training gekregen van haar vader, en andere leden van de League of Assassins, zoals Bronze Tiger en Merlyn. Toen ze Batgirl was geworden, kreeg ze nog verdere training van Batman, Oracle, Black Canary en Lady Shiva. Toen Cass een tijdje in Blüdhaven woonde, kreeg ze ook les van Tim Drake.
Omdat lichaamstaal haar eerste communicatiemiddel was, is ze in staat minuscule veranderingen op te merken in uitdrukkingen, ademhaling, spierbewegingen, posities en zwaartepunten van haar tegenstanders te lezen, en hierdoor haar hun aanvallen te voorspellen. Het is mogelijk dat deze vaardigheid slechts gedeeltelijk resultaat is van haar opvoeding en dat ze er genetische aanleg voor heeft, aangezien Lady Shiva, Cassandra's moeder, de enige andere vechtsporter in het DC universum is die dit ook kan.
Cassandra toont ook buitengewone weerstand tegen pijn. Bij meerdere gelegenheden is laten zien dat ze "een kogelwond kan krijgen zonder te knipperen", dankzij haar training die ze ontving als een kind.

## Andere versies
- In de tijdlijn van "Titans Tomorrow... Today!" is Cassandra de opvolger van Kate Kane als Batwoman, en een lid van Lex Luthors Titans Army.
- Een kleuterversie van Cassandra komt enkele keren voor in Tiny Titans. Ze is een vriend van Barbara Gordon en Stephanie Brown.
- Cassandra maakt een cameo in de tie-in comic van Batman: The Brave and the Bold #13. Dat nummer focust op de The issue focuses Phantom Stranger die alle Robins van alle tijdlijnen bijeenbrengt om Batmans leven te redden, want "Batman can always rely on Robin" (Batman kan altijd vertrouwen op een Robin). Aan het eind van de comic, merkt Phantom Strangers zus, Madame Xanadu op, dat als de Robins zouden falen, "there is always Batgirl, too" (er is ook altijd een Batgirl), waarna ze de vier Batgirls (Cassándra, Barbara Gordon, Bette Kane, en Stephanie Brown) laat zien.
- In The New 52: Futures End, verschijnt Cass als een Batgirl van Barbara Gordons League of Batgirls, samen met Stephanie en een jong Afro-Amerikaans meisje genaamd Tiffany Fox (de dochter van Lucius Fox). Haar vriendschap met Steph schijnt intact te zijn gebleven.

## In andere media

### Animatie
- In de seizoensfinale van Justice League, "The Savage Time" (een tijdlijn die gebaseerd is op het DC Animated Universe) is een meisje te zien met Tim Drake, Barbara Gordon, en Dick Grayson dat heel erg lijkt op Cassandra. De makers van de show hebben haar korte verschijning benoemd als een niet in de credits genoemde cameo.

### Games
- In LEGO Batman: The Videogame kan Cassandra gemaakt worden in de Character Creator.
- Cass verschijnt als Batgirl in DC Universe Online. Haar stem wordt gedaan door Mindy Raymond.
- Ze komt voor als een Batgirl variant die je kan verkrijgen door het halen van een online challenge in de mobiele versie van Injustice: Gods Among Us.

### Film
- In Birds of Prey (2020) werd Cassandra vertolkt door de twaalfjarige actrice Ella Jay Basco.